# Stanisław Janczura
Stanisław Janczura (ur. 3 lipca 1912, zm. 5 kwietnia 1976) – polski piłkarz, trener i działacz piłkarski, pracownik i działacz zawodowy przemysłu motoryzacyjnego związany z Sanokiem.

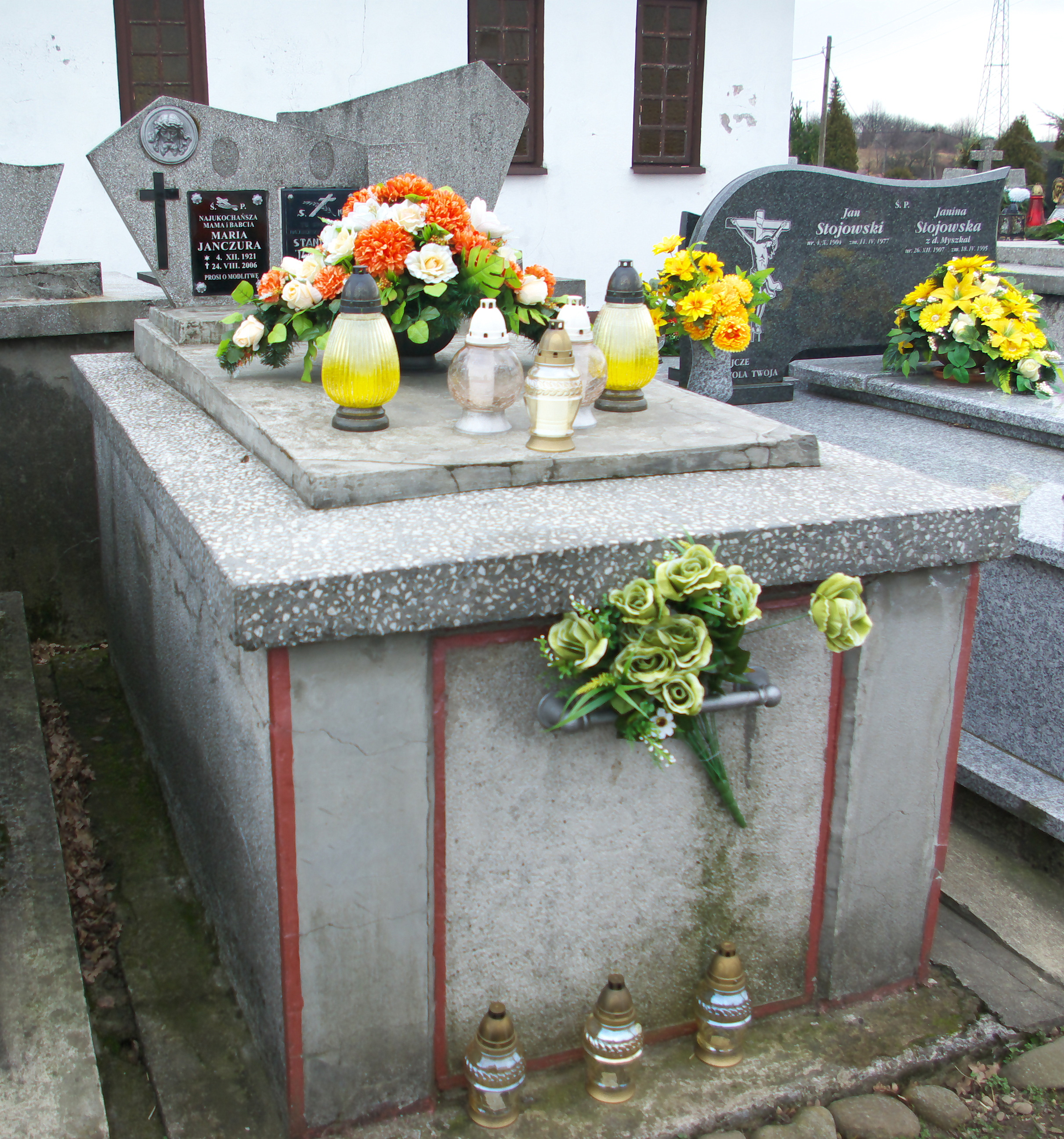
Nagrobek Marii i Stanisława Janczurów

## Życiorys
Urodził się 3 lipca 1912. Został piłkarzem. W okresie II Rzeczypospolitej w latach 30. był zawodnikiem Czarnych Lwów występując na pozycji napastnika. Podczas II wojny światowej był żołnierzem i był więziony w niemieckich obozach koncentracyjnych.
Po zakończeniu wojny był zawodnikiem zespołu OMTUR PZL Rzeszów, z którym w 1945 wywalczył awans do klasy A grupa Rzeszów. Został trenerem piłkarskim. W 1955 wraz z trenerem Wojciechem Zmarzem doprowadził zespół Startu Rymanów do mistrzostwa województwa rzeszowskiego, a następnie drużyna zajęła czwarte miejsce w finale mistrzostw Polski juniorów. W 1957 objął stanowisko szkoleniowca zespołu JKS Czarni Jasło, po połączeniu Czarnych z zespołem Unia Krajowice. Od 1960 do 1963, posiadając tytuł trenera II klasy, był trenerem klubu piłkarskiego Stali Sanok. Był działaczem tego klubu. Równolegle w 1961 był trenerem drużyny juniorów województwa rzeszowskiego w ramach Pucharu Michałowicza. Od początku lat 60. był zatrudniony w fabryce Sanowag w Sanoku, później przemianowanej na Sanocką Fabrykę Autobusów „Autosan”. W zakładzie pełnił funkcję przewodniczącego Samorządu Robotniczego, Rady Robotniczej. Był autorem kroniki zakładowej. Działał w PZPR.
W latach 60. i 70. sprawował mandat radnego Powiatowej Rady Narodowej w Sanoku (m.in. wybrany w 1965). Działał w ZBoWiD. 23 maja 1971 został wybrany członkiem zarządu oddziału w Sanoku ZBoWiD. W 1969 był kandydatem do Wojewódzkiej RN w Rzeszowie. Działał w ramach Towarzystwa Przyjaźni Polsko-Radzieckiej. Publikował na łamach „Gazety Sanockiej – Autosan”.
Zmarł 5 kwietnia 1976 w wieku 63 lat. Był żonaty z Marią (1921-2006), miał dzieci. Stanisław i Maria Janczura zostali pochowani na Cmentarzu Posada w Sanoku.
Jego praca została wydana w publikacji pt. Z doświadczeń wykładowców szkolenia partyjnego, wydanej w 1977 w wyniku konkursu wydawnictwa Książka i Wiedza oraz miesięcznika „Ideologia i Polityka”.

## Odznaczenia
- Krzyż Kawalerski Orderu Odrodzenia Polski
- Złoty Krzyż Zasługi
- Złota Odznaka Związku Zawodowego Metalowców
- Srebrna Odznaka Związku Zawodowego Metalowców
- Srebrna Odznaka Zasłużony Działacz Związku Zawodowego Metalowców
- Odznaka „Zasłużony dla województwa rzeszowskiego”
- Odznaka „Zasłużony dla Sanockiej Fabryki Autobusów” (1976)[24]